# Pekao Open 2015
Il Pekao Szczecin Open 2015 è stato un torneo di tennis facente parte della categoria ATP Challenger Tour nell'ambito dell'ATP Challenger Tour 2015. È stata la 23ª edizione del torneo e si è giocato a Stettino in Polonia dal 14 al 20 settembre 2015 su campi in terra rossa, con un montepremi di €106.500+H.

## Partecipanti singolare

### Teste di serie
| Nazionalità | Giocatore           | Testa di serie |
| ----------- | ------------------- | -------------- |
| Spagna      | Pablo Carreno Busta | 1              |
| Paesi Bassi | Robin Haase         | 2              |
| Serbia      | Filip Krajinovic    | 3              |
| Italia      | Marco Cecchinato    | 4              |
| Spagna      | Inigo Cervantes     | 5              |
| Spagna      | Nicolas Almagro     | 6              |
| Germania    | Jan-Lennard Struff  | 7              |
| Spagna      | Albert Montanes     | 8              |

### Altri partecipanti
Giocatori che hanno ricevuto una wild card:
- Hubert Hurkacz
- Marcin Gawron
- Pawel Cias
- Oscar Otte

Giocatori che sono passati dalle qualificazioni:
- Robin Kern
- Maciej Rajski
- Mateusz Kovalczyk
- Artem Smirnov

## Vincitori

### Singolare
Jan-Lennard Struff ha battuto in finale  Artem Smirnov con il punteggio di 6–4, 6–3.

### Doppio
Tristan Lamasine /  Fabrice Martin hanno battuto in finale  Federico Gaio /  Alessandro Giannessi con il punteggio di 6–3, 7–6(7)4.